# 卡尔尼翁
卡尔尼翁（法語：Quaregnon，法語發音：[kaʁɲɔ̃]）是比利时瓦隆大区埃諾省蒙斯區的一个市镇，通行法语，是比利时法语社群的一部分，人口19,006人（2018年1月1日）。